# Elden Ring
Elden Ring (укр. Перстень Елден) — відеогра жанру Action/RPG з відкритим світом, розроблена японською компанією FromSoftware та видана компанією Bandai Namco Entertainment для платформ Microsoft Windows, PlayStation 4 та Xbox One 25 лютого 2022 року. Керівником розробки є Хідетака Міядзакі; американський письменник Джордж Мартін виступив консультантом та співавтором сценарію.

## Ігровий процес

Герой верхи. В далині видно Ерддерево, центр ігрового світу

### Однокористувацька гра
Elden Ring є action/RPG від третьої особи з великою кількістю способів битви з ворогами — навіть більшою, ніж у серії Souls, за допомогою великої кількості різноманітної зброї та чарівних предметів. Хоча гра не має прямого зв'язку з цією серією, з точки зору ігрового процесу вона більшою мірою заснована на Dark Souls. Подібно до Souls, сетинґ Elden Ring являє собою фентезі в західному стилі. В порівнянні з Sekiro: Shadows Die Twice, попередньою грою студії, Elden Ring більше акцентується на RPG-елементах та менше— на action; на відміну від Sekiro, де під керуванням гравця перебуває заздалегідь визначений герой, в Elden Ring гравець може створити та налаштувати свого унікального персонажа. Elden Ring не має рівнів складності, гра однакова і для новачків і для ветеранів жанру. Проте на свій ризик гравці вільні вирушати в необов'язкові небезпечні локації, щоб отримати насиченіший сюжет і цінні предмети.
Протагоністи гри називаються Затьмареними. На початку пропонується обрати клас персонажа, чоловічу чи жіночу статуру, вік, деталі зовнішності, походження та особливий стартовий предмет. Головні атрибути персонажа — це: міць (визначає запас здоров'я), розум (запас очок зосередження, потрібні для чаклування), терплячість (впливає на витривалість, яка витрачається на бойові прийоми), сила (визначає шкоду від завданих атак), спритність (дозволяє краще користуватися озброєнням і швидше чаклувати), інтелект (впливає на ефективність заклять), віра (визначає силу заклять, які не вивчаються, а даються спеціальними предметами) та аркани (впливає на шанс знайти цінніші предмети).
З собою Затьмарений носить пляшечки зі сльозами. Пляшечки багряних сліз поповнюють здоров'я, блакитних — очки зосередження. Крім того споживання різних харчів і зіль тимчасово збільшує атрибути персонажа, накладає чи знімає особливі ефекти. Запас витривалості поповнюється автоматично, коли герой не витрачає його.
Система бою передбачає використання холодної зброї, луків/арбалетів та магії. При цьому враховується стійка: якщо головний персонаж успішно блокує ворожу атаку, то ворог втрачає бойову стійку, стаючи вразливим; якщо ж удар не блокується, то вразливішим стає сам Затьмарений. В Elden Ring крім відкритого бою є механіки приховування — персонаж здатен рухатися у високій траві, присівши, щоб підкрастися до ворогів і завдати їм посиленої атаки. Протагоніст може користуватися їздовою твариною Потоком, щоб пересуватися швидше та застрибувати у важкодоступні місця. Потік прикликається спеціальним свистком і має власний запас здоров'я, проте не може остаточно загинути. Деяких переможених ворогів можна прикликати як помічників у бою за допомогою попелу духів. Інші гравці здатні приєднатися до чужої гри як союзники чи суперники. Для попередження зустрічей з вороже налаштованими гравцями, пропонується допускати тільки деяких, з якими попередньо потрібно поділитися кодом доступу.
З переможених ворогів випадають корисні предмети та руни, що слугують валютою. Крім того їх можливо знайти як скарби. Руни витрачаються як на покупку інших предметів у торговців, так і для збільшення параметрів персонажа. Якщо Затьмарений гине, руни лишаються в місці смерті і їх потім можна звідти забрати. Але якщо померти дорогою туди, руни будуть втрачені. Розвиток персонажа відбувається в спеціальних Місцях втраченої благодаті, що також слугують точками збереження прогресу. Відпочивши в такому місці, Затьмарений відновлює запас здоров'я та витратних матеріалів, але вороги в навколишній місцевості при цьому респавняться. Коли Затьмарений гине, він відроджується в останньому відвіданому Місці втраченої благодаті чи біля спеціальних статуй між ними (пропонується обрати місце). Також там пропонується використати деякі чарівні предмети, що дають додаткові ефекти. За допомогою ковальських каменів удосконалюється сама зброя. Багато зіль і боєприпасів, як-от дротики чи стріли, можна виготовити самотужки з зібраних складників.
Elden Ring — гра з відкритим світом; Хідетака Міядзакі описував своє розуміння цього терміну як «великий відкритий простір», де гравці вільні з самого початку вирушити в будь-яку локацію. Невід'ємну частину гри складають бої з унікальними босами. На відміну від багатьох рольових відеоігор, в Elden Ring немає мирних поселень із дружніми неігровими персонажами — в спустошених війнами Проміжних Землях є тільки руїни. У грі діє зміна для та ночі, в нічний час з'являються інші вороги, а денні можуть ставати небезпечнішими.
Коли гру пройдено, пропонується почату Нову гру+, в яку переноситься вся добута зброя, броня та спорядження, а винагорода за переможених ворогів зростає, але при цьому вони стають сильнішими та стійкішими.

### Багатокористувацька гра
В оновленні Colosseum Update було додано 3 арени для PvP-боїв (гравців проти гравців). Щоб брати участь у дуелях на аренах, потрібно знайти їх усі на карті світу: Колізей Лімгрейва, Колізей Каеліда та Королівський Колізей. В Колізеї Лімгрейва заборонено прикликати духів на підмогу, тоді як у Колізеї Каеліда дозволено. Королівський Колізей потрібно знайти, щоб розблокувати багатокористувацький режим, але бої між гравцями на ньому не проводяться. Пропонується 3 режими:
- Об’єднаний бій (United Combat): гравці об'єднуються в дві команди по 2, 4 чи 6 учасників у кожній. Бій триває 5 хвилин, перемога присуджується команді, що здобула найбільше вбивств суперників. Загиблі відроджуються. Дозволено користуватися пляшечками для відновлення здоров'я та очок зосередження.
- Бойова ордалія (Combat Ordeal): беруть участь 6 учасників, де кожен повинен боротися з іншими. Переможцем стає той, хто вб'є найбільше суперників до кінця раунду. Загиблі відроджуються. Дозволено користуватися пляшечками для відновлення здоров'я та очок зосередження.
- Дуель (Duel): бій, де двоє гравців змагаються один проти одного. Гравець, який вб'є свого суперника, стає переможцем. У цьому режимі не можна відроджуватися та поповнювати здоров'я і очки зосередження.

## Сюжет

### Світ гри
Дія Elden Ring відбувається в Проміжних Землях, якими колись правила королева Маріка Вічна. Божество Порядку, відоме як Вища Воля, дало Маріці Старший Перстень, щоб вона правила Проміжними Землями. В столиці, Лейнделлі, виросло Ерддерево як втілення Старшого Персня. Але королева не була цілком задоволена даром і забрала зі Старшого Персня Руну Смерті, яку сховала під охороною свого брата Малікета. Відтоді в її володіннях не стало звичайної смерті, а замість того душі померлих ставали частиною Ерддерева.
Чоловік Маріки, смертний герой Ґодфрі, почав війну проти велетнів, які загрожували спалити Ерддерево. Маріка прагнула, щоб Ґодфрі та його нащадки стали сильнішими, ведучи війни за межами Проміжних Земель. Тому коли Ґодфрі переміг, Маріка вигнала його з Проміжних Земель і герой втратив благодать, ставши першим Затьмареним. Потім Маріка одружилася з Радаґоном — своєю чоловічою половиною. Дочка Радаґона від попереднього шлюбу, принцеса Ранні, підлаштувала вбивство дітей Маріки. Вона підіслала вбивць, які викрали частинку Руни Смерті, що дозволило їм убивати напівбогів. Вбити вдалося лише принца Ґодвіна, чия душа була знищена, проте тіло лишилося, отруюючи Ерддерево. Це поклало початок існуванню «тих, хто живе у смерті» — рухомих мерців. Після загибелі Ґодвіна королева розчарувалася в Вищій Волі та розбила Старший Перстень на Великі Руни. За володіння ними вцілілі діти королеви почали боротьбу, в якій ніхто не міг досягнути перемоги. Проміжні Землі занепали та розпалися на окремі королівства.
Вигнанці, що втратили благодать Персня, знані як Затьмарені, прагнуть знайти всі Великі Руни, відновити Старший Перстень і отримати титул Старшого Лорда, котрий буде гідний правити всіма Проміжними Землями.

### Дія
У центрі сюжету Elden Ring — один із багатьох вигнанців Затьмарених, що отримує «запрошення» в Проміжні Землі, коли до нього прилітає іскра Ерддерева. Герой прибуває до Проміжних земель в надії відновити Старший Перстень і стати наступним Старшим Лордом. Він стикається з чудовиськом Прищепленим Сціоном, в бою з яким ледве не гине. Затьмареного знаходить молода жінка Меліна, яка зауважує, що той не має супутниці, яка б давала настанови. Меліна пропонує Затьмареному стати його супутницею, а той повинен взамін супроводити її до Ерддерева, де Меліна зможе виконати своє таємниче призначення.
Коли герой здобуває перші успіхи, Меліна відводить його до Круглого столу, де збираються інші Затьмарені. Згодом Меліна знайомить його з божественним благодійником Круглого столу — Двома Пальцями. Герой дізнається, що після розбиття Старшого Персня та зникнення королеви Маріки її діти-напівбоги забрали собі Великі Руни, шматочки Старшого Персня, і тепер воюють один проти одного. Останніми відомими володарями Великих рун є Ґодрік Прищеплений, Генерал Радан, Претор Рікард, Морґотт Милостивий, Маленія Клинок Мікелли та Реннала з Повного Місяця.
Затьмарений подорожує Проміжними Землями, борючись із напівбогами та забираючи їхні Старші Руни. Коли їх зібрано достатньо (принаймні дві), Два Пальці доручають Затьмареному вирушити до Ерддерева, щоб протистояти напівбогу Морґотту та вирішити в дереві долю світу. Зазнавши поразки, Морґотт стверджує, що Ерддерево не дозволить нікому ввійти всередину себе. Шлях виявляється перекритий гіллям, але Меліна радить знайти в горах велетнів Полум'я Руїни, здатне спалити його. Два Пальці залишають за Затьмареним вибір: продовжувати план Меліни та отримати Полум'я Руїни, або визволити ув'язнених Трьох Пальців, щоб отримати Несамовите Полум'я.
Коли герой готовий пройти в Ерддерево, Меліна чи Три Пальці переносять його в летюче місто Фарум Азула, де Затьмарений перемагає Малікета й отримує Руну Смерті.
Якщо герой добув Полум'я Руїни, то Меліна жертвує собою, щоб підпалити ним Ерддерево. Якщо ж Затьмарений звільнив Трьох Пальців, то Меліна покидає Затьмареного, лишаючи місію спалення Ерддерева Несамовитим Полум'ям героєві. Затьмарений входить у Ерддерево, де бореться з Ґедеоном Офніром Всезнаючим, а також із Першим Старшим Лордом Ґодфрі. Всередині він стикається з Радаґоном, який зливається з останками королеви, а також протистоїть богоподібному Старшому Звіру. Перемігши обох ворогів, Затьмарений знаходить на останках королеви Маріки останню необхідну частину Старшого Персня. Залежно від дій Затьмареного, в грі можливі шість різних кінцівок.

### Кінцівки
- Епоха Розбиття — стандартна кінцівка Elden Ring, яка настає, якщо перемогти принаймні двох лордів і виконати лише основні сюжетні завдання. Затьмарений поєднує воєдино зібрані Великі Руни, включно з Руною Смерті, та стає Старшим Лордом Проміжних Земель, у які повернувся природний хід подій.
- Епоха Народжених Сутінками — потребує регулярного спілкування з Фією біля Круглого столу та виконання завдань принцеси Ранні. Фія добровільно помре біля останків Ґодвіна, давши створену нею Руну Полагодження Принца Смерті, котра узаконює місце «тих, хто живе у смерті» в світобудові. Затьмарений стає правителем Проміжних Земель, які вкриває вічний туман.
- Благословення відчаю — потребує укладення угоди з Гноєїдом біля Круглого столу, виконання якої приведе до створення Руни Впадіння Прокляття. Гноєїд покидає героя, а Затьмарений стає Старшим Лордом, але Проміжні Землі, попри повернення Руни Смерті на місце, виявляються осквернені отруйними випарами.
- Епоха Порядку — настає, якщо крім збору всіх Великих Рун виконати квест Коріна, що зустрічається біля Круглого столу, та Золотої Маски. Герой отримує Руну Відновлення Досконалого Порядку, знайдену Золотою Маскою, яку може використати в фіналі (на відміну від інших, вона не дає героєві жодних бонусів, а тільки змінює кінцівку гри). Проміжні Землі відроджуються згідно задуму Вищої Волі і в них знову настає божественний порядок, включно з остаточною смертю.
- Лорд Несамовитого Полум'я — настає, якщо герой цілеспрямовано порушує порядок і приймає Несамовите Полум'я в себе. Він спалює Ерддерево, а з ним і Проміжні Землі, повертаючи світ до первісного стану хаосу.
- Епоха Зірок — потребує виконати завдання принцеси Ранні, що мешкає в Озерній Ліурнії. Затьмарений добуває Перстень Темного Місяця та віддає його принцесі. Після битви з фінальним босом герой може прикликати Ранні, вона звільняє ув'язнені в Ерддереві душі, а Затьмарений стає її консортом. Настає тисячолітня ніч, в якій душі готуються до переродження.

## Розробка
Розробка Elden Ring почалась в 2017 році після завершення роботи над доповненням до Dark Souls III, однієї із попередніх ігор студії. FromSoftware бажала створити нову action/RPG в стилі темного фентезі, де можна було би реалізувати нові задумки, котрі не підходять для серії Souls. Як і в інших останніх проектах FromSoftware, Хідетака Міядзакі здійснював не лише базове керівництво різноманітними аспектами геймдизайну, художнього дизайну та музики, але й намагається донести своє бачення розроблюваної гри до підлеглих керівників та співробітників. Міядзакі називав Elden Ring найбільшим — за наповненням, масштабами та свободою дослідження світу гри — проєктом, який коли-небудь розробляла студія FromSoftware. За словами Міядзакі, світу та сюжету гри притаманна «темрява», але також важливою темою є «воля людства, та його честолюбство». Рішення перейти від обмежених за розмірами рівнів, як в попередніх іграх FromSoftware до більшого відкритого світу було покликано декількома причинами — показати світ гри та його передісторію в більших масштабах, ніж раніше; зробити дослідження світу більш вільним та глибоким, а битви з ворогами — більш різноманітними.
Міядзакі задовго до розробки Elden Ring захоплювався книгами Джорджа Мартіна та рекомендував їх іншим співробітникам студії. Знаючи про таке захоплення керівника, виконавчий директор студії Ейті Накадзіма зв'язався з Мартіном з пропозицією співпраці. Хоча японські розробники очікували, що Мартін відмовиться, письменник погодився співпрацювати. Мартін підтримав початкові задуми Міядзакі і вони провели безліч творчих бесід — на їх основі Мартін склав міфологію майбутнього світу «з безліччю цікавих персонажів і драматичних моментів, таємниць та загадок». Мартін не описував власне події Elden Ring, а скоріше історію світу, події, які відбулись до початку гри. Міядзакі порівнював написані Мартіном тести із посібником для майстра в настільній рольовій грі — вони слугували для співробітників студії путівником по світу Elden Ring. Мартін своєрідно лишив слід у грі: імена всіх тамтешніх напівбогів починаються буквами з його ініціалів.
До офіційного анонсу в пресі з'являлись повідомлення про те, що FromSoftware працює разом із Мартіном над грою під робочою назвою Great Rune чи GR, заснованою на скандинавській міфології. Мартін опосередковано підтвердив ці чутки, повідомивши у своєму блозі, що консультував розробника відеоігор із Японії. Анонс гри відбувся на виставці Electronic Entertainment Expo в Лос-Анджелесі в 2019 році.
Гра поєднує романтизовану європейську історію з романтизованою японською історією та фольклором. Багато тем та образів запозичено з манґи «Берсерк» Кентаро Міури, шанувальником якої є Хідетака Міядзакі. Це зброя та броня, меморіали у вигляді встромлених у землю велетенських мечів. «Берсерк» і ігри Міядзакі занурюють гравців і читачів у світи, де краса і жах існують поруч. Темні ліси, зруйновані міста та спустошені поля битв створюють відчуття постійної напруги та втрати, а головні герої стикаються з важкими випробуваннями, коливаючись між надією та відчаєм. В Elden Ring використовується філософія детермінізму та фаталізму, згідно з якою вчинки персонажів підкорюються долі. З цієї причини великий вплив у світі гри мають пророцтва, які справджуються діями героїв. Образність гри запозичує багато сцен з апокаліптичних і меланхолійних малюнків Гюстава Доре (особливо пекла в «Божественній комедії»), Каспара Давида Фрідріха, Джона Мартіна та Ієроніма Босха. Тема крайнощів, гріховної пристрасті, демонструється через дії багатьох персонажів Elden Ring.
Значною мірою гра спирається на міфологію стародавніх народів. Центр світу, Ерддерево, нагадує скандинавське дерево Іґґдрасіль і мотив Світового дерева взагалі. Підпалення Ерддерева полум'ям велетнів відсилає до вогняного велетня Суртра. Дії Маріки, яка сховала Руну Смерті, щоб захистити своїх дітей, нагадують історію Фрігг, яка дала клятву захистити свого сина Бальдра. Подібним чином план Ранні викрасти Руну Смерті та вбити Ґодвіна (який був улюбленцем серед богів, схожим на Бальдра) може бути аналогією з планом Локі вбити Бальдра гілкою омели. Ґодфрі відіграє роль, подібну до ролі Одіна в скандинавській міфології. Затьмарені мають паралель із доблесними воїнами, яких буде покликано для битви наприкінці часів. Круглий стіл, за яким збираються герої, прямо відсилає до кельтської легенди про лицарів короля Артура та прихований острів Авалон. Напівбоги, які утворюють ядро пантеону Elden Ring, нагадують головних ірландських міфологічних фігур — занепале плем'я Туата Де Дананн. Частково гра спирається на легендаріум Джона Толкіна з мотивами персня. Подвійна природа Радаґона та Маріки відсилає до християнської Трійці. Ґідеон Офнір Всезнаючий нагадує легендарного мудреця, царя Соломона.

## Доповнення
Shadow of the Erdtree — завантажуване доповнення, видане 21 червня 2024 року. Додає новий регіон під назвою Земля Тіней, броню, зброю та босів. Розраховане на гравців, які досягли 130-150 рівня розвитку свого персонажа. Отримати доступ до Землі Тіней можна після перемоги над Раданом і Могом, доторкнувшись до руки Мікели.
У Землі Тіней діє нова механіка розвитку персонажа. Герой може збирати фрагменти скадудерева, що використовуються в місцях благодаті для збільшення атаки та захисту. Інший новий ресурс, заповітний попіл духів, збільшує характеристики Потоку та призовних духів.
Elden Ring Nightreign — кооперативний спіноф, виданий 29 травня 2025 року. Події відбуваються в процедурно генерованій версії локації Лімґрейв, Лімвейлі. Троє гравців повинні протриматися три доби. Прогрес обнулюється кожної сесії, але гравці заробляють реліквії, які можна використовувати в наступних проходженнях.

## Сприйняття

### Оцінки й відгуки
| Агрегатор  | Оцінка                              |
| ---------- | ----------------------------------- |
| Metacritic | PC: 95/100 PS5: 96/100 XSXS: 96/100 |

| Видання        | Оцінка    |
| -------------- | --------- |
| Destructoid    | 10/10     |
| Easy Allies    | 9.5/10    |
| Eurogamer      | Essential |
| Famitsu        | 39/40     |
| Game Informer  | 10/10     |
| GameRevolution | 10/10     |
| GamesRadar+    | [ 29 ]    |
| Hardcore Gamer | 5/5       |
| IGN            | 10/10     |
| PC Gamer (США) | 90/100    |
| PCGamesN       | 10/10     |
| Shacknews      | 9/10      |
| The Guardian   | [ 35 ]    |
| VG247          | [ 36 ]    |
| VideoGamer.com | 9/10      |

За даними агрегатора оглядів Metacritic, Elden Ring отримала «загальне визнання». Metacritic оцінює її як спільну п'яту гру з найвищим рейтингом усіх часів, тоді як на OpenCritic вона займає друге місце в рейтингу.
Аойфе Вілсон з Eurogamer писала, що Elden Ring закономірно розвиває ідеї попередніх ігор FromSoftware, при цьому легша для освоєння новачками. В усякому разі це найяскравіша (і в буквальному сенсі також) гра з Souls-подібних, а її світ помітно живіший. Вона зауважила, що внесок Джорджа Мартіна в розробку гри неясний і радше був призначений прорекламувати Elden Ring. Також підкреслювалося, що гра має технічні недоліки, а механіки збору ресурсів і майстрування предметів виглядають чужими включеннями.
На думку Деніел Така з Game Informer, Elden Ring багато запозичує з попередніх ігор FromSoftware, проте завдяки масштабам гри це важко помітити. В цілому «Elden Ring являє собою справді дивовижне поєднання різних ігрових елементів, які об'єднуються, щоб створити щось захопливе, особливе та незабутнє. Elden Ring — не просто найкраща гра цього року; це одна з найкращих ігор, коли-небудь створених».
Мітчелл Сальцман з IGN відгукнувся: «Без перебільшення можна сказати, що Elden Ring є найбільшою та найамбітнішою грою FromSoftware на сьогодні, і ці амбіції більш ніж окупилися». За його спостереженням, хоча основи бою практично не змінилися в порівнянні з попередніми іграми, величезна різноманітність рядових ворогів і босів вивели битви на новий рівень. Навіть після десятків годин у Elden Ring лишаються недосліджені куточки. Загалом ця гра використовує все найкраще, що було в серії Souls.
До 14 березня було продано 12 млн примірників Elden Ring. З них понад 1 млн у Японії. В сервісі Steam на час початку продажів у Elden Ring одночасно грали 734 тис. людей, що більше, ніж при старті продажів Dark Souls III та Sekiro. Це стало найуспішнішим запуском гри від FromSoftware у Steam. Більшість продажів гри, а це 10 млн примірників, припало саме на Steam. DLC Shadow of the Erdtree стало найвище оціненим відеоігровим релізом 2024 року, але критикувалося гравцями за вищу, ніж у базовій грі, складність.

### Нагороди
| Рік  | Нагорода               | Категорія                        | Результат | Примітка |
| ---- | ---------------------- | -------------------------------- | --------- | -------- |
| 2020 | Golden Joystick Awards | Найбажаніша гра                  | Номінація | [ 44 ]   |
| 2020 | The Game Awards 2020   | Найочікуваніша гра               | Перемога  | [ 45 ]   |
| 2021 | Gamescom               | Найбажаніше                      | Перемога  | [ 46 ]   |
| 2021 | Gamescom               | Найкраща гра для PlayStation     | Перемога  | [ 46 ]   |
| 2021 | Gamescom               | Найкращий пригодницький бойовик  | Перемога  | [ 46 ]   |
| 2021 | Gamescom               | Найкраща рольова гра             | Перемога  | [ 46 ]   |
| 2021 | Gamescom               | Найкраще на Gamescom             | Перемога  | [ 46 ]   |
| 2021 | Golden Joystick Awards | Найбажаніша гра                  | Перемога  | [ 47 ]   |
| 2021 | The Game Awards 2021   | Найочікуваніша гра               | Перемога  | [ 45 ]   |
| 2022 | Japan Game Awards      | Гранд-нагорода                   | Перемога  | [ 48 ]   |
| 2022 | Japan Game Awards      | Нагорода за довершеність         | Перемога  | [ 48 ]   |
| 2022 | Golden Joystick Awards | Головна гра року                 | Перемога  | [ 49 ]   |
| 2022 | Golden Joystick Awards | Гра року для PlayStation         | Номінація | [ 49 ]   |
| 2022 | Golden Joystick Awards | Найкращий візуальний дизайн      | Перемога  | [ 49 ]   |
| 2022 | Golden Joystick Awards | Найкраща багатокористувацька гра | Перемога  | [ 49 ]   |
| 2022 | Golden Joystick Awards | Вибір критиків                   | Перемога  | [ 49 ]   |
| 2022 | The Game Awards 2022   | Гра року                         | Перемога  | [ 50 ]   |
| 2022 | The Game Awards 2022   | Найкраща режисура гри            | Перемога  | [ 50 ]   |
| 2022 | The Game Awards 2022   | Найкраща оповідь                 | Номінація | [ 50 ]   |
| 2022 | The Game Awards 2022   | Найкраща мистецька режисура      | Перемога  | [ 50 ]   |
| 2022 | The Game Awards 2022   | Найкращий саундтрек або музика   | Номінація | [ 50 ]   |
| 2022 | The Game Awards 2022   | Найкращий звуковий дизайн        | Номінація | [ 50 ]   |
| 2022 | The Game Awards 2022   | Найкраща рольова                 | Перемога  | [ 50 ]   |

Крім того Elden Ring отримала статус Гри 2022 року від низки видань: Ars Technica, Destructoid, Forbes, EGM, Eurogamer, Game Informer, GamesRadar+, GameSpot, IGN, PC Gamer, Polygon.

## Кіноадаптація
У травні 2025 року було оголошено про екранізацію «Elden Ring», яку продюсуватимуть компанії A24 та Bandai Namco. Алекс Ґарленд виступить режисером і автором сценарію, а Пітер Райс, Аллон Райх, Джордж Мартін і Вінс Джерардіс займуться продюсуванням.